# Julio Rodríguez (Leichtathlet)
Julio Rodríguez (* 9. September 1995) ist ein venezolanischer Leichtathlet, der sich auf den Hürdenlauf spezialisiert hat. Mit der venezolanischen 4-mal-400-Meter-Staffel siegte er 2022 bei den Südamerikaspielen und wurde 2023 Südamerikameister.

## Sportliche Laufbahn
Erste internationale Erfahrungen sammelte Julio Rodríguez im Jahr 2022, als er bei den Juegos Bolivarianos in Valledupar in 3:07,28 min die Silbermedaille mit der venezolanischen 4-mal-400-Meter-Staffel hinter dem Team aus Kolumbien gewann. Anschließend nahm er an den Südamerikaspielen in Asunción und belegte dort in 52,04 s den sechsten Platz im 400-Meter-Hürdenlauf. Zudem siegte er in 3:06,54 min gemeinsam mit José Antonio Maita, Javier Gómez und Kelvis Padrino im Staffelbewerb. Im Jahr darauf belegte er bei den Zentralamerika- und Karibikspielen in San Salvador in 3:03,00 min den vierten Platz mit der Staffel und anschließend wurde er bei den Südamerikameisterschaften in São Paulo im Vorlauf über 400 m Hürden disqualifiziert. Zudem siegte er dort in 3:04,14 min gemeinsam mit Javier Gómez, Kelvis Padrino und José Maita im Staffelbewerb und im November wurde er bei den Panamerikanischen Spielen in Santiago de Chile in 3:06,04 min Vierter. Im Januar 2024 siegte er mit der Staffel in 3:11,41 min bei den Hallensüdamerikameisterschaften in Cochabamba und stellte damit einen neuen Meisterschaftsrekord auf. Im Mai wurde er bei den World Athletics Relays in Nassau in 3:10,34 min den achten Platz im C-Lauf der 2. Qualifikationsrunde für die Olympischen Spiele. Kurz darauf schied er bei den Ibero-Amerikanischen Meisterschaften in Cuiabá mit 56,31 s im Vorlauf über 400 m Hürden aus.
2018 wurde Rodríguez venezolanischer Meister in der 4-mal-100-Meter-Staffel sowie 2023 über 400 m Hürden.

## Persönliche Bestleistungen
- 400 Meter: 47,09 s, 5. Mai 2023 in Barquisimeto
- 400 m Hürden: 51,16 s, 6. Mai 2023 in Barquisimeto